# Ptilinopus greyii
Ptilinopus greyii là một loài chim trong họ Columbidae.